# Goldstar (odrůda jablek)
Goldstar (Malus domestica 'Goldstar') je ovocný strom, kultivar druhu jabloň domácí z čeledi růžovitých. Plody jsou řazeny mezi odrůdy zimních jablek, sklízí se v října, dozrává v lednu, skladovatelné jsou do dubna. Odrůda je považována za velmi odolnou vůči některým houbovým chorobám, odrůdu lze pěstovat bez chemické ochrany. Naproti tomu je u odrůdy uváděna náchylnost na hořkou pihovitost, zejména v prvních letech. Nevyžaduje chemickou ochranu.

## Historie

### Původ
Byla vyšlechtěna v ČR. Odrůda vznikla zkřížením odrůd  'Rubín'  ×  'Vanda' . Odrůdu zaregistrovala firma ÚEB ČR ve Střížovicích.

## Vlastnosti

### Růst
Růst odrůdy je střední. Koruna je spíše rozložitá. Pravidelný řez je vhodný, zejména letní řez.

## Plodnost
Plodí záhy, bohatě a pravidelně.

## Plod
Plod je ploše kulovitý, velký. Slupka suchá bez ojínění, žlutozelené zbarvení je na osluněné části lehce překryto oranžovým líčkem. Dužnina je krémová se sladce navinulou chutí, velmi dobrá.

## Choroby a škůdci
Odrůda je rezistentní proti strupovitostí jabloní a vysoce odolná k padlí. Je náchylná k fyziologické chorobě, hořké pihovitosti.

## Použití
Je vhodná ke skladování a přímému konzumu. Odrůdu lze použít do všech poloh s vlhkou propustnou půdou s dostatkem výživy. Je doporučováno pěstování odrůdy na všech podnožích a adekvátně k podnoži ve všech tvarech.